# Irene Gruss
Irene Gruss (* 31. August 1950 in Buenos Aires; † 25. Dezember 2018 ebenda) war eine argentinische Lyrikerin.

## Leben
Gruss begann Studien der Medizin an der Universidad de La Plata sowie der Medizin und Literatur an der Universität Buenos Aires. Sie war Mitarbeiterin in den Redaktionen der Literaturzeitschriften El escarabajo de oro, El ornitorrinco und El juguete rabioso. Gemeinsam mit Lucina Álvarez, Daniel Freidemberg, Rubén Reches, Jorge Aulicino, Alicia Genovese, Leonor García Hernando, Marcelo Cohen und anderen nahm sie an dem Lyrik-Workshop "Mario Jorge de Lellis" teil. Erste Gedichte von ihr erschienen u. a. in den Zeitschriften La opinión, Tiempo argentino, Clarín, La Nación und La Capital.
Ab 1982 veröffentlichte sie eigene Lyrikbände, seit 1986 organisierte sie auch Lyrik-Workshops.

## Werke
- La Luz en la ventana, 1982
- El mundo incompleto, 1987
- La calma, 1991
- Sobre el asma, 1995
- Solo de contralto, 1998
- En el brillo de uno en el vidrio de uno, 2000
- La mitad de la verdad, 2008